# ルイス・フェルナンド・ダ・シウヴァ・モンチ
フェルナンド・カランガ（Fernando Karanga）ことルイス・フェルナンド・ダ・シウヴァ・モンチ（ポルトガル語: Luiz Fernando da Silva Monte、1991年4月14日 - ）は、ブラジルのサッカー選手。ポジションはFW。
Kリーグ時代の登録名はカランガ（ハングル: 까랑가）。

## クラブ歴
サンタクルスFCで選手となったが、トップチームに定着する事は出来ず、ブラガンチーノ・クルーベ・ド・パラー、ベロ・ジャルジンFCに期限付き移籍した。2012年にトリンダージACに完全移籍。
同年、ボアECに完全移籍。2014年にクリシューマECに期限付き移籍。翌年にKリーグの済州ユナイテッドFCに、2016年夏にパラナ・クルーベに期限付き移籍。
2017年2月2日にPFC CSKAソフィアに2年半契約で完全移籍。4月29日のレフスキ・ソフィアとのダービーマッチで得点を決めた。2017-18シーズンは第1節で得点を記録し試合をドローに持ち込んだ。2週間後にはハットトリックを決めるなど序盤から活躍し11戦12発、最終的には2017年の一年で30試合23得点の結果を残した。しかし2018年4月25日のブルガリア・カップでラフなタックルを受けて負傷したが、それでもシーズンで得点ランキング2位の結果を残した。移籍するまでにダービーマッチで3得点を記録、外国人選手では最多得点の記録を残し、サポーターから愛された。
2018年7月12日に中国サッカー・スーパーリーグの河南建業足球倶楽部に400万ユーロで移籍。2019年3月にナシオナウ-SPに期限付き移籍した。